# 내일 만약 당신이 부숴진대도
〈내일 만약 당신이 부숴진대도〉(일본어: 明日が壊れても 아시타모시키미가코와레테모[*])는 일본의 록 밴드 WANDS의 14번째 싱글로, 1998년 6월 10일 발매되었다. (8cm CD: JBDJ-1039) 작사는 사카이 이즈미가, 작곡은 오노 아이카가 맡았다. 이 곡은 TV 아사히에서 방송되었던 애니메이션 《유희왕》의 엔딩 테마곡으로 사용되었다. B 사이드 곡은 〈Soldier〉이며, 작사와 작곡을 WANDS의 키보디스트인 키무라 신야가 모두 담당했다. 두 곡의 편곡은 WANDS 이름으로 되어있다.
이 곡은 작곡가로서의 오노 최초의 작품이다. 또한 후일 작사가와 작곡가 모두 각자의 음반에 셀프 커버했는데, 사카이의 경우 정규 음반과 베스트 음반에서 각기 수록했다. 전자의 경우 토쿠나가 아키히토, 후자는 하야마 타케시가 편곡을 맡았다. 오노는 데뷔 앨범인 《Shadows of Dreams》에 수록했으며, 이 때 곡명은 〈fall apart again〉이다.

## 수록곡
| #            | 제목                                                       | 작사          | 작곡         | 편곡         | 재생 시간 |
| ------------ | ---------------------------------------------------------- | ------------- | ------------ | ------------ | --------- |
| 1.           | 〈〈내일 만약 당신이 부숴진대도〉〉 (明日もし君が壊れても) | 사카이 이즈미 | 오노 아이카  | WANDS        | 4:18      |
| 2.           | 〈〈Soldier〉〉                                            | 키무라 신야   | 키무라 신야  | WANDS        | 3:49      |
| 3.           | 〈〈내일 만약 당신이 부숴진대도〉〉 (Original Karaoke)     |               |              |              | 4:16      |
| 총 재생 시간 | 총 재생 시간                                               | 총 재생 시간  | 총 재생 시간 | 총 재생 시간 | 12:23     |